# Halle Safire
La halle Safire est un double hall d'exposition situé à Pontivy. Ces bâtiments servent principalement à des concours agricoles, des compétitions équestres (Équipondi), des concerts, et à la foire aux oiseaux de Pontivy qui est la plus grande de France, avec 12 000 visiteurs et 7 000 oiseaux.
La halle Safire accueille aussi tous les ans le festival Rock a Vista et des divers concerts tels que Indochine, Pascal Obispo, Frank Michael, Renaud...
La halle a une capacité de 4 500 places environ pour les concerts.